# 세스나 152

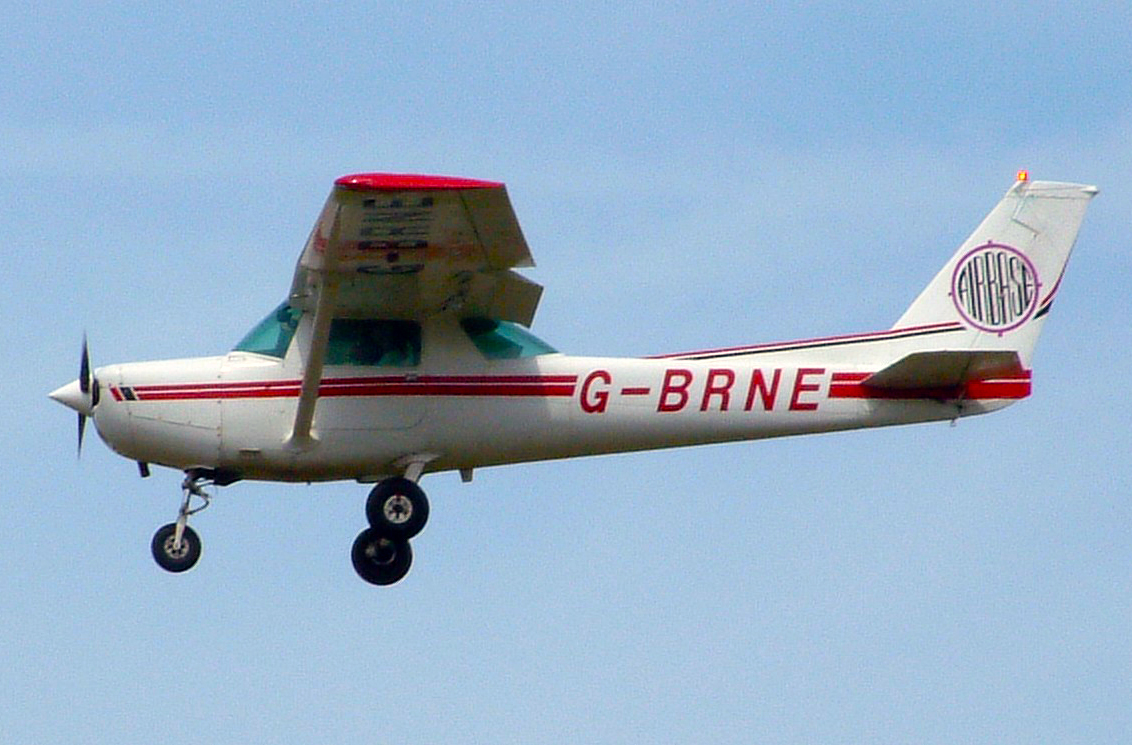
세스나 152

세스나 152(Cessna 152)는 미국의 2인승 고정 삼륜기어 범용 항공기로 주로 비행 훈련 및 개인 용도로 사용된다. 이는 여러 가지 사소한 설계 변경과 정밀 검사 간격이 더 긴 약간 더 강력한 엔진을 통합한 초기 세스나 150을 기반으로 했다.
세스나 152는 생산이 중단된 지 거의 40년이 되었지만, 많은 항공기가 여전히 감항성이 있고 비행 훈련에 정기적으로 사용되고 있다.

## 같이 보기
- 세스나 150
- 세스나 172
- 항공기 목록